# Ceratium
Ceratium é também um nome sinónimo do género de orquídeas Eria.
Ceratium é um género de protistas dinoflagelados da ordem Gonyaulacales, que apresenta dois flagelos heterocontos no sulco e no cíngulo. As placas da teca apresentam longas extensões.
As suas células são assimétricas, comprimidas dorsiventralmente, com placas grossas e bem visíveis, amiúde reticuladas, com processos ou cornos, um anterior e 2 ou 3 posteriores; na parte media ventral existe uma placa grossa e bem desenvolvida. Com cromatóforos discóides e numerosos amarelos, castanhos ou verdes. Apresentam cloroplastos e são de cor amarela acastanhada. São espécies aquáticas geralmente de águas salgadas, e outras de água doce. Algumas espécies podem proliferar em grandes quantidades originando marés vermelhas, não tóxicos, e outras bioluminescentes.